# Djamel Chater
Djamel Chater (en arabe : جمال شاطر) est un footballeur international algérien né le 6 août 1964 à Aïn M'lila dans la wilaya d'Oum El Bouaghi. Il évoluait au poste de gardien de but. Après sa carrière de joueur, il se reconvertit en entraîneur.

## Biographie

### Carrière de joueur

#### En club
Il évolue en première division algérienne avec son club formateur, l'AS Aïn M'lila et le WA Tlemcen, avant de revenir finir sa carrière footballistique dans son club formateur.

#### En équipe nationale
Il reçoit trois sélections en équipe d'Algérie entre 1986 et 1988. Son premier match avec Les Verts a eu lieu le 20 août 1986 contre l'Indonésie (victoire 0-1). Son dernier match a eu lieu le 13 novembre 1988 contre le Mali (victoire 7-0).

### Carrière d'entraîneur
Après qu'il a pris fin a sa carrière de footballeur, il part s'installer en Arabie saoudite pour devenir entraîneur des gardiens dans des équipes saoudiennes, comme Al-Shabab Riyad, l'équipe d'Arabie saoudite des moins de 17 ans et Al-Ahli Djeddah.

## Palmarès

### En tant que joueur
AS Aïn M'lila
- Championnat d'Algérie D2 (1) :
  - Champion Gr. Centre-Est : 1983-84.

### En tant qu'entraîneur

#### En club
| Al-Shabab - Championnat d'Arabie saoudite (1) : - Champion : 2005-06. - Coupe du Roi des champions d'Arabie saoudite (1) : - Vainqueur : 2007-08.                                                                  |  | Al-Ahli Djeddah \| - Championnat d'Arabie saoudite (1) : - Champion : 2015-16. - Coupe d'Arabie saoudite (1) : - Vainqueur : 2014-15. - Coupe du Roi des champions d'Arabie saoudite (3) : - Vainqueur : 2010-11, 2011-12 et 2015-16. \| \| - Supercoupe d'Arabie saoudite (1) : - Vainqueur : 2016. - Ligue des champions de l'AFC : - Finaliste : 2012. \| |
| - Championnat d'Arabie saoudite (1) : - Champion : 2015-16. - Coupe d'Arabie saoudite (1) : - Vainqueur : 2014-15. - Coupe du Roi des champions d'Arabie saoudite (3) : - Vainqueur : 2010-11, 2011-12 et 2015-16. |  | - Supercoupe d'Arabie saoudite (1) : - Vainqueur : 2016. - Ligue des champions de l'AFC : - Finaliste : 2012. |

#### En sélection
Arabie saoudite -17 ans
- Coupe du golfe Persique des nations des moins de 17 ans (1) :
  - Vainqueur : 2008.